# Charles Van Depoele

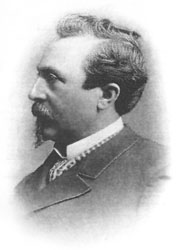
Charles van de Poele

Charles Joseph Van Depoele (Lichtervelde, België, 27 april 1846 - Lynn (Massachusetts), Verenigde Staten, 18 maart 1892) was een Belgisch-Amerikaans uitvinder en concurrent van Thomas Edison. Van de Poele verkreeg 249 patenten voor elektrische uitvindingen. De trolleybus en de elektrische tram maakten hem beroemd.

## Jeugdjaren in België

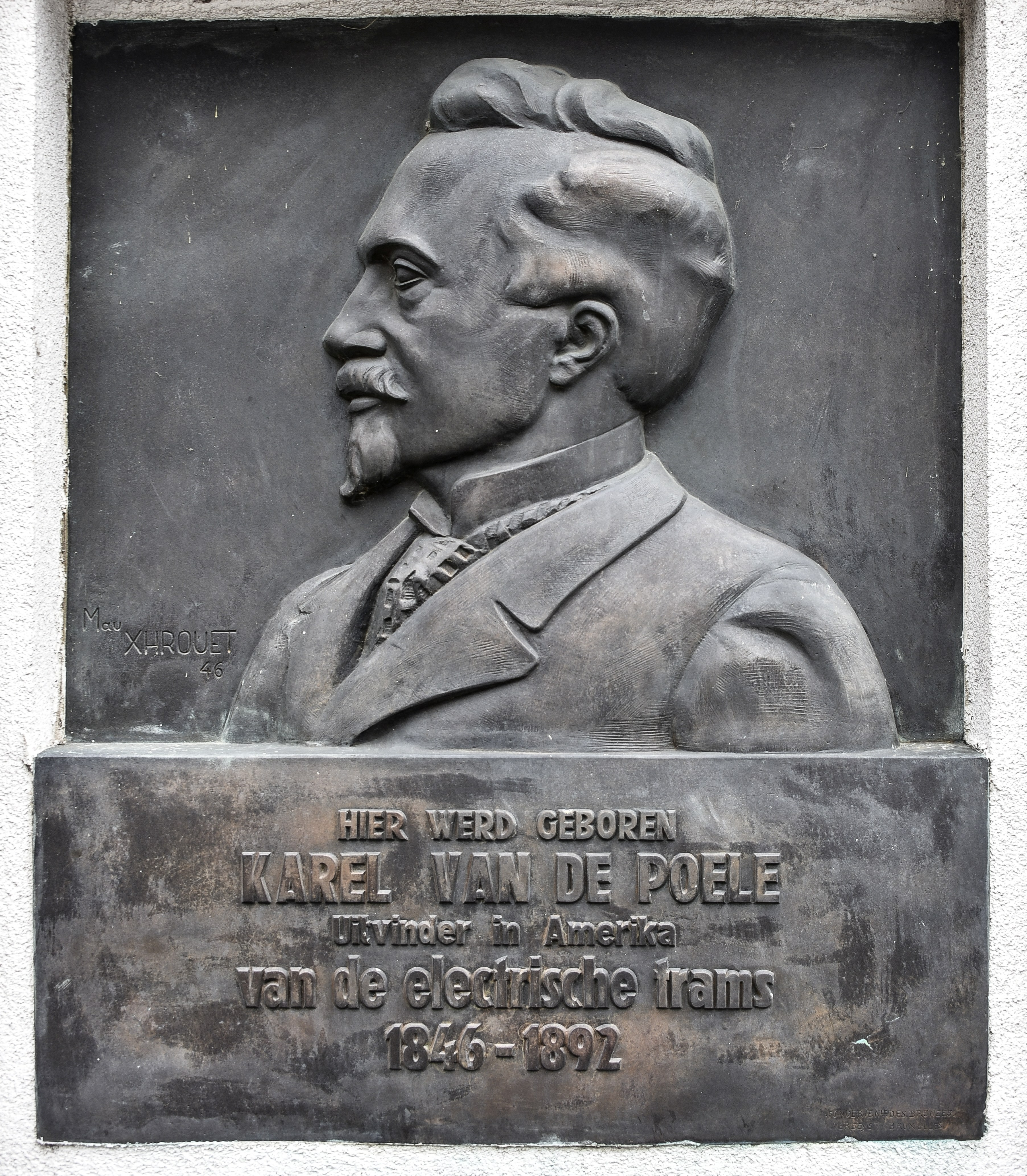
Zijn gedenkplaat in Lichtervelde

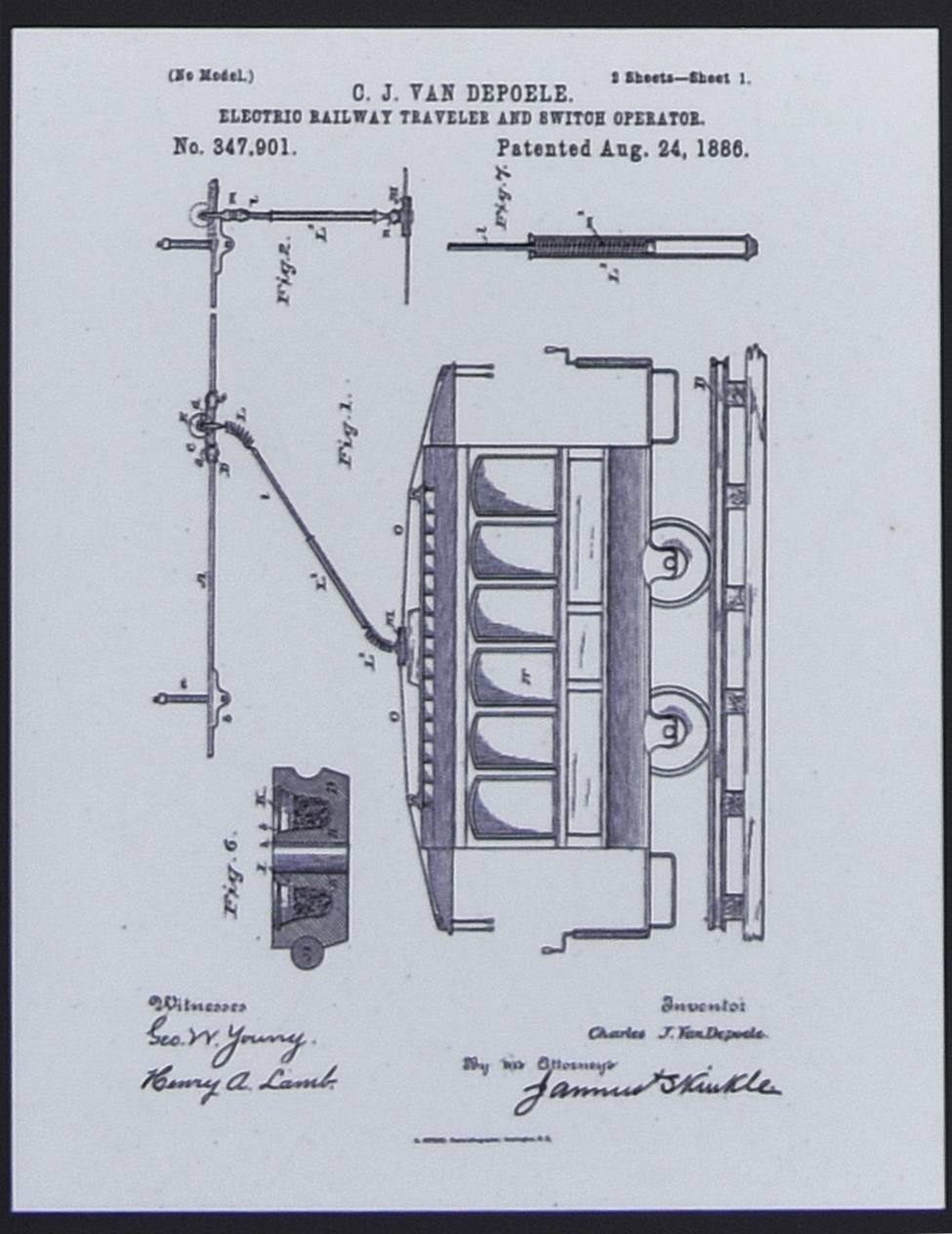
Zijn ontwerp voor een trolleysysteem

Charles Van Depoele wordt geboren als Karel van de Poele in Lichtervelde in de Statiestraat. Hij is zoon van meubelmaker Pieter van de Poele en Theresia Algoet. Drie maanden na zijn geboorte verhuist het gezin naar Brugge, in 1854 naar Poperinge en in 1864 naar Rijsel. Karel werd meubelmaker en experimenteerde in zijn vrije tijd met licht en elektriciteit. In 1869 verliet hij als twintiger zijn ouders en emigreerde hij naar Detroit in de VS waar hij zijn naam veranderde in het Amerikaans-Engels Charles Van Depoele. Hij hield per brief contact met zijn tante Sophie Van de Poele in Lichtervelde.

## Een jongeman met patenten in de VS
In Amerika specialiseert Van Depoele zich als meubelmaker in kerkmeubilair, biechtstoelen en religieuze beelden. Intussen experimenteert hij verder met licht en elektriciteit. In 1870 huwt hij met de Nederlandse Ada Hoogstraeten. Van hun negen kinderen overlijden er vier voortijdig. In 1877 stopte hij als meubelmaker om zich professioneel met elektriciteit in te laten. Hij stichtte de Van Depoele Electric Light Company en werd zo concurrent van Thomas Edison in de zoektocht naar elektrisch licht. Van Depoele verkoos het procedé van de booglamp. Edison won het pleit met de gloeilamp.
Van Depoele vroeg 444 patenten aan voor elektrische uitvindingen. Hij verkreeg hij er 249, waaronder een patent op de elektrische spoorweg in 1883 en de elektrische tram in 1890. Het was vooral de uitvinding van het trolleysysteem dat hem beroemd maakte door de elektrificatie van het tramnet.
In 1880 verhuisde hij naar Chicago en in 1889 verkocht hij zijn bedrijf aan de pas opgerichte Thomson-Houston Electric Company uit Lynn bij Boston, waar hij gaat wonen. Voortaan concentreerde hij zich op ontwikkeling en onderzoek.

## Een vroeg overlijden

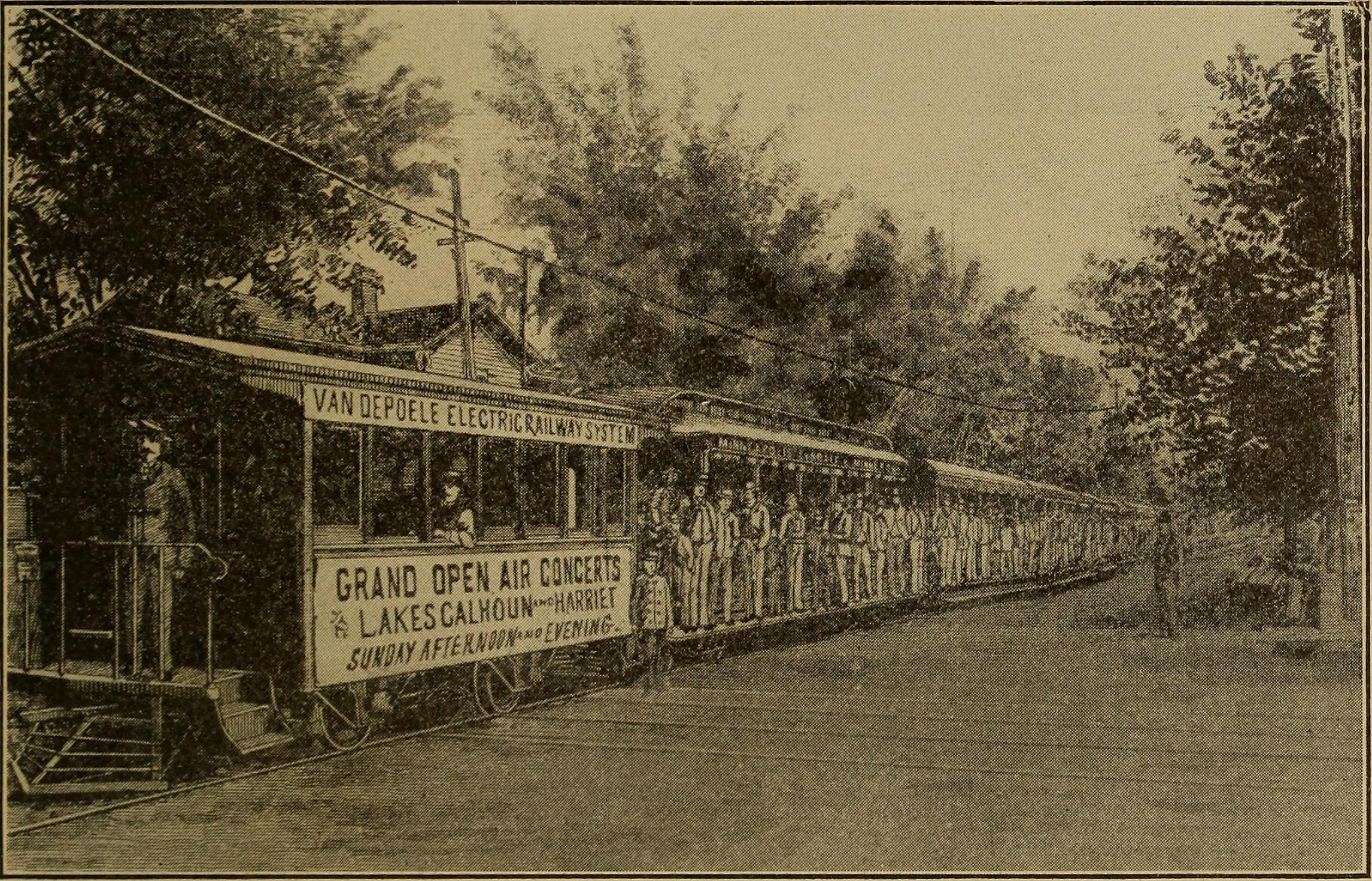
Zijn elektrische tractie voor treinen

In 1891 was hij bezig aan de voorbereidingen voor de wereldtentoonstelling van 1893 in Chicago, toen hij een zware verkoudheid met complicaties kreeg. Hij overleed totaal overwerkt op 18 maart 1892, op 45-jarig leeftijd. Zijn weduwe schonk een borstbeeld aan de stad Lynn. Het staat in de inkomhal van de plaatselijke bibliotheek.

## Herdenking
Dat Van Depoele niet vergeten werd in zijn geboortedorp is te danken aan twee heemkundigen: Achiel Six en Cleophas Sintobin. Onderpastoor Achiel Six contacteerde de familie Van de Poele en wijdde in 1912 diverse artikels aan hem in het plaatselijke weekblad De Veldbloem. De heemkundige Cleophas Sintobin werd waarnemend burgemeester en organiseerde in 1946 een grootse herdenking met weerklank en persaandacht in heel België. De gedenkplaat aan zijn geboortehuis werd onthuld in aanwezigheid van zijn kleindochter, Prudence Wogan.

## Verbouwingswerken
In 2018 redde de goede verstandhouding tussen de heemkundige Marc Vandoorne en een sloopbedrijf de gedenkplaat. De plaat werd ongeschonden uit de gevel verwijderd en blijft in bewaring in het lokaal van de heemkring tot ze ingebouwd wordt in de nieuwe constructie (voorzien in september-oktober 2018). Honderd jaar na zijn dood, in 1992 publiceerde Ronny Lippens Karel van de Poele (1846-1892), schets van een nijver uitvinder. Het werk is uitgegeven door de Heemkundige Kring Karel Van de Poele.
Verder zijn de heemkundige kring en de jongensscouts van Lichtervelde naar Karel van de Poele genoemd. Er bestaat aldaar een Vandepoelelaan en het lokaal van de heemkring heet "Den Trolley". In Lichtervelde was er lange tijd een café met de naam Detroit, later café De Kring en nu café De Piraat.